# 1995年滙豐銀行漁民廣告
1995年滙豐銀行「漁民」廣告是1995年滙豐銀行於香港推出的一個電視廣告，多被稱為「漁民」。由廣告公司達彼思的香港分公司策劃，通過一名漁民的自白描寫香港人精神，並將該種精神與逾百年歷史的滙豐銀行之企業形象相聯繫。
此廣告獲得多個獎項，並曾成為廣告及文化學者的分析對象。除了廣告技巧，分析角度亦涉及資本主義意識、香港人身份認同、面對九七回歸臨近的心態。

## 廣告內容
在黑白畫面中，一名世襲漁民以獨白方式簡述自己一生經歷，其中提到香港歷史上三次重大天災，包括在颱風溫黛吹襲時失去漁船，1960年代制水時為漁船運水而賺得購買新船的資金，以及六一八雨災時香港的慘況，最後在年老時，其子已成家立室，他們遷入公共屋邨，在岸上經營麵檔，不再捕魚。畫面中穿插各種相關的新聞片段。獨白內容強調面對逆境需要靠自己的努力與變通，例如：:189-191:99-102
- 「我阿爺話，捉魚搵食嘅，要睇天做人。我話呢，做人都要睇自己嘅。」（我祖父說，捕魚維生的，要看天氣來做人。按我說，做人也要看自己的。）
- 「我同自己講，人無事，有乜唔可以從頭嚟過？」（我跟自己說，只要人沒事，有甚麼不可以從頭再來？）
- 「跟住？六一八水災。唉！個天真係......不過無事嘅，做咗幾廿年人，有咩風雨未見過呀？」（接著？六一八水災。唉！上天真是......不過沒事的，活了幾十年，有甚麼風雨未遇過？）
- 「做咩都無所謂啦！香港地，搵唔搵到食，都係睇自己嘅啫。」[參⁠ 6]（幹甚麼都沒所謂了！香港這個地方，能否謀生，還是看自己而已。）

## 構思與製作

### 背景
「漁民」是滙豐銀行的一個形象廣告，首播於1995年。該時期滙豐在香港的企業形象標語為「與你並肩， 邁向明天」（英文版為「Your Future Is Our Future」），滙豐在1994年推出被稱為「老夫妻」的廣告時，已使用此標語，「老夫妻」與「漁民」以至其後一系列形象廣告均走人性化路線。在此之前滙豐的廣告本來是傾向中產專業形象，廣告風格開始轉變是因為滙豐常作市場調研，當時察覺人性化的廣告反應較好:187-188（當時有不少以舊情懷、愛情或親情為賣點的廣告:105）。另一方面，因面臨「九七大限」，約1993年起開始湧現一些有著探索香港人身份意味的廣告，「漁民」及同系列作品在這背景下被構思出來。:184-185
亦有指以英資為主的滙豐因應1997年香港主權移交，該時期計劃將總部遷回英國，此舉引來香港社會很大抨擊，故急需重塑本地化形象。:114-115

### 創作
負責此廣告的廣告公司為達彼思（香港）（Bates Hong Kong Limited），創作及製作團隊主要人員包括創意指導David Alberts、美術指導周珮如（Rachel Chau）、監製朱小亞（Rowena Chu）、導演吳鋒濠（Louis Ng）、攝影師Lester Wong、剪接師吳鋒霖（Nelson Ng），文案由龐婉貴（Angela Pong）及David Alberts撰寫，而配樂師記名為Chan Ming-Cheung。
據周珮如及龐婉貴憶述，構思前定下的中心思想是「nothing will get into the way of Hong Kong people's success」（沒有東西能阻止香港人走上成功之路）:187，結合當時滙豐的標語「與你並肩， 邁向明天」，團隊有了以小人物經歷見證香港成功的構思，從而引導出「堅持香港人精神，明天一定沒有問題」。最後共創作了三個不同故事代表不同年代、不同階層的香港人，包括象徵香港從漁村發展起來的本作「漁民」，講述從舊金山回港發展的祖父、見證香港經濟起落的的士司機父親、選擇不移民的兒子的「三代」（又名「爺孫」），女兒憶述廠家父親轉型史的「廠家」（又名「女兒」）:187-188。其中「漁民」最受歡迎:77，並被視為當時港人身份探索的代表作:185。

### 風格
此廣告以模仿黑白紀錄片的方式拍攝，真實感強烈。:186:105
廣告從業者、大學導師曾錦程和設計師劉昆祐在合著:186中指出，滙豐作為知名大品牌，此廣告仍沿用1980年代興起的「堂皇叙事」（另一廣告從業者畢明則形容為「史詩」），但以小人物的視點切入，以小見大。
鶴佬人是香港傳統漁民主要族群之一，製作團隊本想安排漁民以鶴佬語獨白，但遭客戶反對，認為應讓觀眾能直接聽懂，最終在中文電視頻道播放的版本中漁民是以略帶口音的粵語獨白:113-114。而此廣告的英文字幕版則是以鶴佬語獨白。

## 評價

### 廣告技巧
中华人民共和国西南财经大学的市场营销學者陳乙等人在合著中，將此廣告評為企業形象（Corporate Identity）廣告策略的經典案例，塑造逾百年歷史的滙豐銀行與香港人同甘共苦，一起進步成長的形象。
中国广播电视出版社的《外国当代广告评析150例》一書，則認為香港只有歷史如此悠久的滙豐銀行匹配廣告中的香港人特質與歷史，屬於「Unique selling proposition」（獨特銷售賣點）的成功運用案例。

### 文化與政治相關
香港文化學者馬傑偉及曾仲堅在合著中對此廣告有詳細分析。他們將廣告內容及風格總結為：「該廣告的美學，模擬嚴肅紀錄片的風格，以若有所思的旁白，配合精心拼貼的歷史形象，透過一個漁夫的眼睛，在短短的一分鐘內，將香港經驗重新分割拼合。廣告採用黑白片的形式，藉著精簡的畫面、透過故事和人物，以感覺重塑香港過去數十年的歷史。」:99
馬、曾兩人的其他見解包括：
其一，︀滙豐作為受英屬香港政府庇護下發展的香港主要銀行，它在1997年香港主權移交前推出這個懷舊廣告，不管對於製作人還是觀眾來說，都反映出平穩過渡的強烈願望。:102
其二，︀此廣告模仿紀錄片的手法，類似於1960年代設立的香港政府電影組所攝製的紀錄片，廣告中部分使用的片段亦來自該些紀錄片。香港政府電影組是一個宣傳機構，它引入紀錄片大師John Grierson的手法，表面上真實、無政治渲染，暗地裡對意識形態作出巧妙引導:105-106。對於此廣告所象徵的意識形態，他們指出香港一向被形容為很純粹的資本主義社會，而此廣告所宣揚的香港人精神正有著強烈資本主義意識，強調個人於逆境中不屈不撓渡過難關，避談政府角色、社會保障的訴求、民間集體行動等另一些方面:109-111。另一學者黃偉國亦曾總結及認同此觀點。另一學者羅金義的觀點亦相近，他舉出的避談事例有：1960年代香港制水期間英屬香港政府長期用大輪船從外地運送食水供給在港英國人、1970年代後期油麻地艇戶事件等漁民爭取權益事件。
其三，︀製作團隊的鶴佬語主張遭反對，反映少數族群口音被「馴化」。:113
其四，︀在英屬時代，香港長期缺乏國家意識，無從作出歷史定位，反使媒體創作人更有衝動，通過懷舊的商業廣告這一類作品填補箇中空白。他們將此廣告的價值總結為：「廣告出現在特殊社會異變中，滿足了共同懷舊的社會意欲，調和了國家觀念、本地身份、跨國資本主義三者之間的矛盾。由於有各種看來無法融合的衝突，又有強大政治經濟壓力的暗湧，因而激化了香港人的懷舊意欲，亦令這個流暢自然的懷舊廣告更引人入勝。」:118-120

## 獎項與提名
| 廣告命名                                                    | 獲獎年份 | 頒獎禮                              | 獎項                                       | 結果 |
| ----------------------------------------------------------- | -------- | ----------------------------------- | ------------------------------------------ | ---- |
| Fisherman                                                   | 1996     | 香港廣告商會 金帆廣告大獎           | 最佳電視/電影院商業廣告 電訊/媒體/企業類別 | 金獎 |
| Fisherman                                                   | 1996     | 香港廣告商會 金帆廣告大獎           | 最佳導演                                   | 銀獎 |
| Fisherman                                                   | 1996     | 香港廣告商會 金帆廣告大獎           | 最佳攝影                                   | 銀獎 |
| Fisherman                                                   | 1996     | 香港廣告商會 金帆廣告大獎           | 最佳中文文案                               | 銀獎 |
| Fisherman                                                   | 1996     | 香港廣告商會 金帆廣告大獎           | 最佳剪接                                   | 銅獎 |
| Fisherman、 Grandson（即「三代」）、 Daughter（即「廠家」） | 1996     | 香港廣告商會 金帆廣告大獎           | 最佳電視/戲院廣告系列                      | 金獎 |
| 漁民                                                        | 1996     | 亞洲電視 第二屆十大電視廣告頒獎典禮 | 十大最受歡迎電視廣告                       | 獲獎 |

另有記載此廣告獲得「1996年度亞洲最具創意廣告」及「世界華文廣告」金獎。

## 備註
1. ↑  廣告並沒有統一採用的名稱，或流傳後世的官方名稱，本條目採用「漁民」[參⁠ 2][參⁠ 3][參⁠ 4]，亦有其他文獻稱為「漁夫」[參⁠ 5]。
2. ↑  內容為一對老夫妻訴說相識經過。其中對白「我唔係鍾意食你煮嘅麵呀，我係想見多你幾面㗎咋」（我不是喜歡吃你煮的麵，我想多見你幾面而已）成為經典對白。由話劇演員許芬與簡瑞超夫婦演出，但並非兩人真實經歷[參⁠ 7]。
3. ↑  Chan Ming-Cheung即臺灣音樂家陳明章，此廣告背景音樂實為其1986年為電影《戀戀風塵》所作的配樂，原聲大碟中的曲目〈雨水〉。
4. ↑  此著作提到廣告標語另有一段「風中勁草 遇困更強」，未能在一手文獻或影片找到此句，存疑。
5. ↑  因年代久遠，未能找到獎項官方紀錄。
6. ↑   註: